# Fiddler on the Roof
Anatevka (originele Engelstalige titel Fiddler on the Roof) is een musical die voor het eerst werd uitgevoerd op Broadway op 22 september 1964. Het verhaal werd geschreven door de Amerikaanse toneelschrijver Joseph Stein, die zich baseerde op de Jiddische roman Tevye en zijn dochters (of Tevje de Melkboer en andere verhalen) uit 1894 van de Russisch-Joodse schrijver Sjolem Alejchem. De muziek werd geschreven door Jerry Bock op tekst van Sheldon Harnick.
Bekende liedjes uit de musical zijn: If I were a rich man (Als ik toch eens rijk was), Sunrise, sunset en Matchmaker, matchmaker, make me a match.

## Verhaal
Het verhaal speelt zich af in 1905. Tevje is een Joodse melkboer in Anatevka, een kleine Russische sjtetl. Hij wil, zoals alle andere Joden in het dorp, vasthouden aan de traditie, want dat geeft zekerheid. Er komen echter nieuwe tijden. De Joden worden in tsaristisch Rusland veelvuldig door de autoriteiten geïntimideerd.
Tevje besluit zijn dochter Tzeitel uit te huwelijken aan de veel oudere slager Leiser Wolf, maar geheel in strijd met de traditie blijkt ze zelf al een partner gevonden te hebben: de kleermaker Mottel. Mottel heeft, in tegenstelling tot de slager, geen geld, maar Tevje geeft uiteindelijk toch zijn zegen aan het huwelijk. Zijn tweede dochter, Hodol, krijgt een relatie met een Joodse revolutionair die verbannen wordt naar Siberië. Hodol volgt hem, en met moeite kan Tevje de gedachte verdragen dat hij zijn dochter waarschijnlijk nooit meer zal zien. Zijn derde dochter Chava trouwt met de christen Fjedka. Dat laatste wordt Tevje te veel: hij besluit zijn dochter dood te verklaren en hij negeert ze als Chava en Fjedka hem liefdevol proberen aan te spreken. Als alle Joden uit het dorp op bevel van de tsaar wegtrekken, ook tot verontwaardiging van Fjedka, wenst hij haar in stilte Gods zegen.

## De violist
Bij een musical of opera is het gebruikelijk dat het orkest vrijwel onzichtbaar is voor het publiek. Bij Fiddler on the roof staat een van de musici echter op een hoge plek op het toneel. Hij is de violist op het dak waarnaar de titel verwijst. In de eerste scène legt Tevje uit dat die muzikant probeert er het beste van te maken zonder zijn evenwicht te verliezen. En zo is het leven in Anatevka.  Dankzij hun tradities blijven de bewoners in evenwicht.

## Nederlandstalige productie
In Nederland werd de musical voor het eerst opgevoerd  in september 1966 in de Stadsschouwburg Eindhoven, onder de titel Anatevka, een productie van Paul Kijzer en Hans Boskamp in samenwerking met Lawrence White. Lex Goudsmit speelde de rol van Tevye. Andere rollen kwamen voor rekening van Enny Mols-de Leeuwe, Jenny Arean, Diny de Neef, Diana Marlet, Celia Nufaar, Louise Rettich, Erik Plooyer, Hans Kemna, Tabe Bas, Gerard Heystee, Harry Boda, Carry Tefsen, Fred Wiegman, Jan Anne Drenth, Ronny Bierman, Jaap Stobbe en Johan Boskamp. De eerste Nederlandse vertaling kwam van Emile Lopes Dias en de muzikale leiding lag in handen van Hugo de Groot. De musical werd 586 maal opgevoerd.
In de jaren 70 en 80 werd Anatevka meermaals met groot succes opgevoerd in de Koninklijke Vlaamse Opera en de Opera voor Vlaanderen te Antwerpen. In het seizoen 1975-1976 werd de rol van Tevje vertolkt door Jan Garritsen en de rol van Golde door Maria Verhaert. In het seizoen 1976-1977 werd Tevje vertolkt door Bert Olsson. In de jaren 80 werd Golde vertolkt door Christiane Lemaitre. Regisseur was telkens Gabriel van Landeghem, die ook de vertaling schreef. Dirigent in de jaren 70 was François Cuypers.
In 1991 bracht het Koninklijk Ballet van Vlaanderen Anatevka op het toneel met Nolle Versyp in de rol van Tevye.
Van september 1998 tot juni 1999 werd Anatevka wederom opgevoerd. Ditmaal was de productie in handen van Joop van den Endes Stage Entertainment. De muzikale leiding lag in handen van Harry van Hoof en René op den Kamp was dirigent.
In het seizoen 2008-2009 was deze musical, opnieuw met als titel Anatevka, weer in de Nederlandse theaters te zien. De musical ging op 23 december 2008 in première in de Goudse Schouwburg te Gouda. De musical was tot eind mei 2009 in verschillende theaters in Nederland te zien. Deze Anatevka was een productie van Mark Vijn Theater Producties onder regie van Frank Van Laecke. In 2011-2012 werd deze musical ook in Vlaanderen opgevoerd door Musical van Vlaanderen.
In 2017 ging een nieuwe productie van Stage Entertainment de Nederlandse theaters in; ditmaal met Thomas Acda als hoofdrolspeler en onder de oorspronkelijke titel Fiddler on the roof.
| Rol                                               | 1966 (Paul Kijzer en Hans Boskamp) | 1991 (Koninklijk Ballet van Vlaanderen)                                                               | 1998 (Joop van den Ende Theaterproducties)      | 2008 (Mark Vijn Theaterproducties) | 2011 (Musical van Vlaanderen)                                                                                 | 2017 (Stage Entertainment in opdracht van Theater Alliantie) |
| ------------------------------------------------- | ---------------------------------- | --- | ----------------------------------------------- | ---------------------------------- | --- | ------------------------------------------------------------ |
| Tevje, de melkboer                                | Lex Goudsmit                       | Nolle Versyp                                                                                          | Henk Poort                                      | Henk Poort                         | Lucas Van den Eynde                                                                                           | Thomas Acda                                                  |
| Understudy                                        | Fred Wiegman                       | | Steph Breukel                                   | Paul Vaes                          | |                                                              |
| Golde, de vrouw van Tevje                         | Enny Mols-de Leeuwe                | Gerda Marchand                                                                                        | Bea Meulman, Heddy Lester                       | Doris Baaten                       | Karin Jacobs                                                                                                  | Judith Linssen                                               |
| Understudy                                        |                                    | | Marianne Koopman                                | Laura Burgmans                     | |                                                              |
| Yente, de koppelaarster                           | Diny de Neef                       | Nicky Langley                                                                                         | Carry Tefsen                                    | Bea Meulman                        | Liliane Dorekens                                                                                              | Doris Baaten, Marisa van Eyle                                |
| Understudy                                        |                                    | | Marika Lansen                                   | Laura Burgmans                     | |                                                              |
| Leiser Wolf/Lazer Wolf, de slager                 | Tabe Bas                           | Ward de Ravet                                                                                         | Jules Croiset                                   | Bert Simhoffer                     | Eddy Vereycken                                                                                                | Tjebbo Gerritsma                                             |
| Understudy                                        |                                    | | Steph Breukel                                   | Marcel Jonker                      | |                                                              |
| Tzeitel, een dochter van Tevje                    | Diana Marlet (Diana Dobbelman)     | Lulu Aertgeerts                                                                                       | Anne-Mieke Ruyten                               | Babette Holtmann                   | Deborah De Ridder                                                                                             | Eva van Gessel                                               |
| Understudy                                        |                                    | | Ineke van Klinken                               | Kristel Klaassen                   | |                                                              |
| Mottel Kemzoil, de kleermaker, de man van Tzeitel | Huib Rooymans, Erik Plooyer        | Aimé Anthoni                                                                                          | Dick Cohen                                      | Marc-Peter van der Maas            | David Verbeeck                                                                                                | Tomer Pawlicki                                               |
| Understudy                                        |                                    | | Michel Sorbach                                  | Dennis ten Vergert                 | |                                                              |
| Hodol, een dochter van Tevje                      | Jenny Arean, Celia Nufaer          | Janke Dekker                                                                                          | Maaike Widdershoven                             | Sophie Veldhuizen                  | Anne Van Opstal                                                                                               | Hanna van Vliet                                              |
| Understudy                                        |                                    | | Ineke van Klinken                               | Kristel Klaassen                   | |                                                              |
| Perchik, student, de man van Hodol                | Manfred de Graaf, Hans Kemna       | Victor van Swaay                                                                                      | Bart Oomen                                      | Addo Kruizinga                     | Jelle Cleymans                                                                                                | Jacob de Groot                                               |
| Understudy                                        |                                    | | Stan Lambrechts                                 | Dennis ten Vergert                 | |                                                              |
| Chava, een dochter van Tevje                      | Louise Rettich                     | Hilde Vanhulle                                                                                        | Smadar Monsinos                                 | Madelon van der Poel               | Clara Cleymans                                                                                                | Sarah Janneh                                                 |
| Understudy                                        |                                    | | Karen Levin                                     | Marit Slinger                      | |                                                              |
| Fjedka, de man van Chava                          |                                    | David Verbeeck                                                                                        | Jochem Feste Roozemond                          | Roel Vankerckhoven                 | Bert Verbeke                                                                                                  | Calvin Kromheer                                              |
| Understudy                                        |                                    | | Stephan Hendrikse                               | Dennis ten Vergert                 | |                                                              |
| Shprintze, een dochter van Tevje                  |                                    | Anick van Dam                                                                                         | Rosa Schogt, Gaby Sijes, Sara van Gelder        | Sandra Kwint                       | Florence Van Laecke                                                                                           | Judith Schrijver                                             |
| Understudy                                        |                                    | |                                                 | Marit Slinger                      | |                                                              |
| Bielke, een dochter van Tevje                     |                                    | Hilde Gijsbrechts                                                                                     | diverse acteurs                                 | Charlotte Campion                  | Lauren De Ruyck                                                                                               | Laura Schoots                                                |
| Understudy                                        |                                    | |                                                 | Marit Slinger                      | |                                                              |
| Fromme Sarah                                      | Carry Tefsen                       | Léonce Wapelhorst, Hilde Weber                                                                        | Marianne Koopman                                | Babette Holtmann                   | Deborah De Ridder                                                                                             | Doris Baaten                                                 |
| Fridel                                            |                                    | | Simone van Gog                                  | Marit Slinger                      | |                                                              |
| Mordcha, de kroegbaas                             | Gerard Heystee                     | | Steph Breukel                                   | Marcel Jonker                      | Ernst Van Looy                                                                                                | Rutger de Bekker                                             |
| Rabbijn                                           | Harry Boda                         | Neel van Ishoven                                                                                      | Martin Kafig                                    | Harry Slinger                      | Steve De Schepper                                                                                             | Ad van Kempen                                                |
| Mendel                                            | Jan Anne Drenth                    | Chris Corens                                                                                          | Michel Sorbach                                  | Dennis ten Vergert                 | Steven Colombeen                                                                                              | Danny Houtkooper                                             |
| De dorpsagent                                     | Fred Wiegman                       | Norbert Kaart                                                                                         | Joska Spruyt                                    | Paul Vaes                          | Marc Coessens                                                                                                 | Ad van Kempen                                                |
| Herschell                                         |                                    | | Karen Levin                                     | Laura Burgmans                     | |                                                              |
| Violist                                           | Juda Bar-Noor                      | | Istvan Lichter, Pedja Milosavljevic (alternate) | Jasper van Rosmalen                | Laszlo Olah                                                                                                   |                                                              |
| Avram, de boekhandelaar                           | Johan Boskamp                      | | Stan Lambrechts                                 |                                    | | Sven Blom                                                    |
| Grootmoeder Tzeitel                               | Ronny Bierman                      | Lia Lee                                                                                               |                                                 |                                    | | Rutger de Bekker                                             |
| Ensemble                                          |                                    | Roger Baum, Jerko Bozikovic, Peter de Beck, Walter de Cock, John Desmet, Miguel Espin, Stefan Hamblok |                                                 |                                    | Kristel Klaasen, Rianne Hekkema, Michele Tesoro, Laura Burgmans, Marcel Postma, Thomasj Vets, Yannick Baetens | Jason Winter, Gino Taytelbaum, Rutger de Bekker              |

## Album
De liedjes zijn in 1966 uitgebracht door RCA als Anatevka - Fiddler on the roof - LSP 10110
| Nr. | Titel                                            | Duur |
| --- | ------------------------------------------------ | ---- |
| 1.  | Traditie (Prologue / tradition)                  |      |
| 2.  | Yente, o Yentele (Matchmaker)                    |      |
| 3.  | Als ik toch eens rijk was (If I were a rich man) |      |
| 4.  | Sabbath-Gebed (Sabbath prayer)                   |      |
| 5.  | Op al wat leeft, L'Chaim (To life)               |      |
| 6.  | Wonder, o wonder (Miracle of miracles)           |      |

| Nr. | Titel                                                  | Duur |
| --- | ------------------------------------------------------ | ---- |
| 1.  | Tevye's Droom (Tevye's dream)                          |      |
| 2.  | Dagen, nachten (Sunrise, sunset)                       |      |
| 3.  | Bruiloftsdans (Wedding celebration / The bottle dance) |      |
| 4.  | Ja, nu ik alles heb / Now I have everything            |      |
| 5.  | Hou jij van mij? / Do you love me?                     |      |
| 6.  | Ver van mijn eigen huis (Far from the home)            |      |
| 7.  | Anatevka (Anatevka)                                    |      |

## Verfilming
In 1971 werd de musical verfilmd door Norman Jewison. Chaim Topol had de hoofdrol in deze film.
'14-'18 · '40-'45 (België) · '40-'45 (Nederland) · De 3 Biggetjes · 3 Musketiers · Aida · Alice in Wonderland · A xXxmas Carola · Anatevka · Assepoester · Belle en het Beest · Billie Holiday · Bloedbroeders · The Bodyguard · Cabaret · Camelot · Cats · Chicago · Ciske de Rat · Cyrano de Bergerac · De Schone van Boskoop · Daens · Dirty Dancing · Doe Maar! · Domino · Doornroosje · Dracula · Drood · Elisabeth · Evita · Fame · De Finale · Flashdance · Foxtrot · Goodbye, Norma Jeane · Grease · Hair · High School Musical · De Jantjes · Jekyll & Hyde · Jersey Boys · Jesus Christ Superstar · Kadanza · De kleine zeemeermin · Koning van Katoren · Kruimeltje · Kuifje: De Zonnetempel · Kunt u mij de weg naar Hamelen vertellen, mijnheer? · The Last Five Years · Lelies · The Lion King · The Little Mermaid · Love Story · Lover of Loser · Mamma Mia! · De man van La Mancha · Mary Poppins · Les Misérables · Miss Saigon · Muerto! · De Muze van Rubens · My Fair Lady · On Your Feet! · Op hoop van Zegen · Oorlogswinter · The Passion · Pauline & Paulette · The Phantom of the Opera · Pinokkio · Red Star Line · Rembrandt · Robin Hood · Romeo en Julia, van Haat tot Liefde · De Rozenoorlog · Shhh...it happens! · Shrek · Soldaat van Oranje · Spring Awakening · De sprookjesmusical Klaas Vaak · Sneeuwwitje · The Sound of Music · Tarzan · Titanic · Turks fruit · Urinetown · De Vliegende Hollander · Wat Zien Ik?! · Wicked · The Wild Party · The Wiz · Wickie de viking de musical
    Portaal Musical